# Bądkowo (województwo kujawsko-pomorskie)
Bądkowo – wieś w Polsce położona w województwie kujawsko-pomorskim, w powiecie aleksandrowskim, w gminie Bądkowo.
Według Narodowego Spisu Powszechnego (III 2011 r.) liczyło 962 mieszkańców. Jest największą miejscowością gminy Bądkowo.
W miejscowości krzyżują się: droga wojewódzka nr 252 i droga wojewódzka nr 301.
W miejscowości działała Spółdzielnia Kółek Rolniczych Bądkowo.

## Historia
W roku 1827 w Bądkowie było 37 domów i 387 mieszkańców. Mieszkańcem pobliskich Słupów był Bartłomiej Nowak przywódca chłopski powstania styczniowego na Kujawach.
W Bądkowie urodził się i został pochowany w 1932 płk Przemysław Barthel de Weydenthal (1893–1919).
Wieś duchowna, własność kapituły włocławskiej, położona była w II połowie XVI wieku w powiecie brzeskokujawskim województwa brzeskokujawskiego.
W latach 1954–1972 wieś należała i była siedzibą władz gromady Bądkowo. W latach 1975–1998 miejscowość administracyjnie należała do województwa włocławskiego. Miejscowość jest siedzibą gminy Bądkowo.

## Parafia
W roku 1880 parafia liczyła 2020 osób. Obecnie Parafia św. Mateusza Apostoła w Bądkowie należy do dekanatu bądkowskiego.
Gotycki kościół św. Mateusza, zbudowany około 1312 r., rozbudowany o nawę od strony zachodniej w latach 1917–1920 według projektu Jarosława Wojciechowskiego; w trakcie przebudowy dawne prezbiterium przekształcono na zakrystię, a nawę na prezbiterium nowego kościoła.

## Oświata
Szkoła elementarna w Bądkowie wymieniana jest w opisie powiatu nieszawskiego w roku 1864, choć istnieją dowody (wzmianki w metrykaliach z I ćwierci XIX wieku), że istniała już w roku 1821, kiedy to nauczycielem był Jakub Bukowiecki, szlachcic. W roku 1906 przeniesiony został tu z Byczyny nauczyciel o nazwisku Jagiełło.

## Zabytki
Zabytki wpisane do rejestru:
- kościół parafialny pw. św. Mateusza, ok. 1312, rozbudowany w latach 1917-20 wg projektu Jarosława Wojciechowskiego, nr rej.: A/469 z 17.02.1981
- cmentarz rzymskokatolicki parafialny, poł. XIX-XX w., nr rej.: 275/A z 9.08.1990.